# Bintulu
Bintulu est une ville côtière de l'île de Bornéo, dans l'État du Sarawak en Malaisie. Sa population s'élevait à 189 146 habitants en 2010 . 
Bintulu est un petit village de pêche quand le Raja James Brooke en fait acquisition en 1861. Brooke y construit un fort en 1862. La construction de la première piste d'atterrissage de la ville commence en 1934 mais est interrompue par des difficultés financières en 1938. Lors de la Seconde Guerre Mondiale, la piste d'atterrissage est bombardée par les Forces Alliées. Plus tard, les Britanniques reconstruisent la piste d'atterrissage, qui devient opérationnelle en 1955. Un nouvel aéroport remplace l'ancien en 2002. Bintulu est resté un village de pêche jusqu'en 1969, quand des réserves de pétrole et de gaz sont découvertes au large de la côte. Depuis lors, Bintulu est devenu un centre d'industries énergivores. L'économie s'est aussi étendue à la production et le traitement de l'huile de palme, la plantation de forêts, ainsi que la fabrication de ciment. Le port de Bintulu est le plus actif du Sarawak. Le festival international du cerf-volant a lieu à Bintulu tous les ans.